# Bajimuš Čuomasjávri
Bajimuš Čuomasjávri eller Tshuomasjävri är en sjö i Finland. Den ligger i kommunen Utsjoki i landskapet Lappland, i den norra delen av landet, 1 100 km norr om huvudstaden Helsingfors. Bajimuš Čuomasjávri ligger 244,2 meter över havet. Arean är 96,1 hektar och strandlinjen är 5,36 kilometer lång. Sjön  ingår i Tana älvs huvudavrinningsområde.   Omgivningarna runt Bajimuš Čuomasjávri är i huvudsak ett öppet busklandskap. Den sträcker sig 1,6 kilometer i nord-sydlig riktning, och 1,5 kilometer i öst-västlig riktning.